# Субедей
Субедей (монг. Сүбээдэй, Sübeedei ; кит.: 速不台, 雪不台; 1176—1248) — монгольський стратег і полководець Чингісхана і Угедея. Походив з сім'ї коваля. Належав до Чингісханових «собак війни». Керував понад 20 кампаніями, серед яких були завоювання північно-китайської імперії Цзінь, винищення меркітів, розгром Хорезму і Персії. У 1223 році разом із командиром Джебе керував монгольськими військами у битві на р. Калці. Брав участь у походах Батия на Київську Русь у 1237⁣ — ⁣1240 роках і Центральну Європу у 1241—1242 роках.
Субедей вважається одним з найвидатніших полководців Чингісхана і Монгольської імперії. Його шанують у Монголії як національного героя.

## Похід в Європу
Після смерті Чингісхана Субедей стає правою рукою сина Джучі Бату. Перед Бату великий хан Угедей поставив завдання підкорити землі, що були розташовані західніше улуса Джучі.
Субедей добре знав цей театр бойових дій завдяки своїм попереднім походам 1222-1223 рр. Хоча його перший похід разом з Джебе був направлений проти південноруських земель, то тепер Субедей вирішив завоювати спочатку північно-східну Русь. Плани Субедея простиралися далеко на захід і тому він прагнув убезпечити свій північний фланг.